# Asztalitenisz a 2012. évi nyári olimpiai játékokon
A 2012. évi nyári olimpiai játékokon az asztaliteniszben összesen 4 versenyszámot rendeztek. Az asztalitenisz versenyszámait július 28. és augusztus 8. között tartották.

## Kvalifikáció

### Egyéni
Az olimpiára 86 férfi és 86 női versenyzőt lehetett nevezni. Az első körben a Nemzetközi Asztalitenisz-szövetség 2011. májusi világranglistájának első 28-28 helyezett férfi és női versenyzője szerzett indulási jogot (országonként legfeljebb ketten). Nemenként további 40 induló a kontinentális selejtezőkről juthatott ki az olimpiára (Ázsia és Európa 11-11, Afrika és Dél-Amerika 6-6, Észak-Amerika és Óceánia 3-3 versenyző). Két versenyző a világselejtezőn szerezhet kvótát, egy résztvevőt egy bizottság jelölhetett ki, egy helyet pedig a rendező országnak biztosítottak.
A maradék 14 helyet a csapatversenyben induló országok részére tartották fenn, de ha ezt a keretet nem merítették ki, akkor azt a világselejtezőn kvótát nem szerző versenyzők kaphatták meg.
Az egyéni versenyben egy ország legfeljebb csak 2-2 versenyzőt indíthatott.

### Csapat
A csapatversenyben 16-16 ország indulhatott. A rendező országon kívül minden kontinensről 1-1, valamint kontinenstől függetlenül 9-9 csapatot egy előre lefektetett válogatási rendszer alapján jelöltek ki indulónak.

## Eseménynaptár
|               | 28         | 28         | 29           | 29           | 30           | 30           | 31        | 31        | 1          | 1          | 2          | 2          | 3          | 3          | 4          | 4          | 5       | 5       | 6       | 6       | 7          | 7          | 8          | 8          |
| ------------- | ---------- | ---------- | ------------ | ------------ | ------------ | ------------ | --------- | --------- | ---------- | ---------- | ---------- | ---------- | ---------- | ---------- | ---------- | ---------- | ------- | ------- | ------- | ------- | ---------- | ---------- | ---------- | ---------- |
| 0Férfi egyes  | 1. forduló | 1. forduló | 2. forduló   | 2. forduló   | 3-4. forduló | 3-4. forduló | ¼ döntő   | ¼ döntő   | ¼ döntő    | ¼ döntő    | Helyosztók | Helyosztók |            |            |            |            |         |         |         |         |            |            |            |            |
| 0Női egyes    | 1. forduló | 1. forduló | 2-3. forduló | 2-3. forduló | 4. forduló   | 4. forduló   | ¼-½ döntő | ¼-½ döntő | Helyosztók | Helyosztók |            |            |            |            |            |            |         |         |         |         |            |            |            |            |
| 0Férfi csapat |            |            |              |              |              |              |           |           |            |            |            |            | 1. forduló | 1. forduló | 1. forduló | 1. forduló | ¼ döntő | ¼ döntő | ½ döntő | ½ döntő |            |            | Helyosztók | Helyosztók |
| 0Női csapat   |            |            |              |              |              |              |           |           |            |            |            |            | 1. forduló | 1. forduló | ¼ döntő    | ¼ döntő    | ½ döntő | ½ döntő | ½ döntő | ½ döntő | Helyosztók | Helyosztók |            |            |

## Éremtáblázat
| A 2012. évi nyári olimpiai játékok éremtáblázata asztaliteniszben | A 2012. évi nyári olimpiai játékok éremtáblázata asztaliteniszben | A 2012. évi nyári olimpiai játékok éremtáblázata asztaliteniszben | A 2012. évi nyári olimpiai játékok éremtáblázata asztaliteniszben | A 2012. évi nyári olimpiai játékok éremtáblázata asztaliteniszben | Olimpia  |
| ----------------------------------------------------------------- | ----------------------------------------------------------------- | ----------------------------------------------------------------- | ----------------------------------------------------------------- | ----------------------------------------------------------------- | -------- |
|                                                                   | Ország                                                            | Arany                                                             | Ezüst                                                             | Bronz                                                             | Összesen |
| 1.                                                                | Kína (CHN)                                                        | 4                                                                 | 2                                                                 | 0                                                                 | 6        |
|                                                                   |                                                                   |                                                                   |                                                                   |                                                                   |          |
| 2.                                                                | Japán (JPN)                                                       | 0                                                                 | 1                                                                 | 0                                                                 | 1        |
| 2.                                                                | Dél-Korea (KOR)                                                   | 0                                                                 | 1                                                                 | 0                                                                 | 1        |
|                                                                   |                                                                   |                                                                   |                                                                   |                                                                   |          |
| 4.                                                                | Németország (GER)                                                 | 0                                                                 | 0                                                                 | 2                                                                 | 2        |
| 4.                                                                | Szingapúr (SIN)                                                   | 0                                                                 | 0                                                                 | 2                                                                 | 2        |
|                                                                   |                                                                   |                                                                   |                                                                   |                                                                   |          |
| Összesen                                                          | Összesen                                                          | 4                                                                 | 4                                                                 | 4                                                                 | 12       |

## Érmesek

### Férfi
| A 2012. évi nyári olimpiai játékok férfi érmesei asztaliteniszben |                                                |                                                         |                                                                     |
| Versenyszám                                                       | Arany                                          | Ezüst                                                   | Bronz                                                               |
| Férfi egyes                                                       | Csang Csi-ke · Kína (CHN)                      | Vang Hao · Kína (CHN)                                   | Dimitrij Ovtcharov · Németország (GER)                              |
| Férfi csapat                                                      | Kína (CHN) · Vang Hao · Csang Csi-ke · Ma Long | Dél-Korea (KOR) · Ju Szungmin · Csu Szehjok · O Szangun | Németország (GER) · Timo Boll · Dimitrij Ovtcharov · Bastian Steger |

### Női
| A 2012. évi nyári olimpiai játékok női érmesei asztaliteniszben |                                                    |                                                              |                                                                            |
| Versenyszám                                                     | Arany                                              | Ezüst                                                        | Bronz                                                                      |
| Női egyes                                                       | Li Hsziao-hszia · Kína (CHN)                       | Ding Ning · Kína (CHN)                                       | Feng Tien-vej (Feng Tian Wei) · Szingapúr (SIN)                            |
| Női csapat                                                      | Kína (CHN) · Ding Ning · Guo Yue · Li Hsziao-hszia | Japán (JPN) · Fukuhara Ai · Isikava Kaszumi · Hirano Szajaka | Szingapúr (SIN) · Feng Tien-vej (Feng Tian Wei) · Li Jia Wei · Wang Jue Gu |